# Summerhill, Pennsylvania
Summerhill är en ort i Cambria County, Pennsylvania, USA.